# 133. oklepni polk (Italija)
133. oklepni polk Littorio (izvirno italijansko 133º Reggimento di Bersaglieri) je oklepni polk (Kraljeve) Italijanske kopenske vojske.

## Zgodovina
Med drugo svetovno vojno je polk deloval v Severni Afriki.